# اوسکوچ
اوسکوچ (به لاتین: Uskuch) یک منطقهٔ مسکونی در روسیه است که در جمهوری آلتای واقع شده‌است.